# Consiglio costituzionale (Francia)
Il Consiglio costituzionale (Conseil constitutionnel) è un'istituzione francese prevista nella Costituzione del 1958 (che ha segnato l'inizio della Quinta Repubblica). Tale organo svolge, tra l'altro, la funzione di controllo di legittimità costituzionale (che è quindi accentrato) ed è regolato in Costituzione nel Titolo VII (artt. 56-63).

## Funzione
Inizialmente il suo ruolo di controllo di costituzionalità era limitato al rispetto da parte del Parlamento della propria limitata competenza legislativa. Il Consiglio stesso però, con propria decisione del 16 luglio 1971 (decisione n. 71-44 DC), ha riconosciuto valore normativo al preambolo della Costituzione vigente, con ciò attribuendo il medesimo valore anche alle fonti da esso richiamate:
- il preambolo della Costituzione del 1946, che elenca una serie di "principi politici, economici e sociali particolarmente necessari al nostro tempo" e che fa riferimento a "principi fondamentali riconosciuti dalle leggi della Repubblica" (cioè da leggi adottate in periodi repubblicani anteriori al 1946);
- la Dichiarazione dei diritti dell'uomo e del cittadino (a sua volta richiamata).

Il parametro di costituzionalità si è così esteso, identificandosi in quello che Louis Favoreu ha definito il "bloc de constitutionnalité".
Il Consiglio costituzionale controlla sempre le leggi organiche e i regolamenti parlamentari, rispettivamente prima della promulgazione e dell'entrata in vigore. Le altre leggi possono essere a esso deferite, prima della promulgazione, dal Presidente della Repubblica, dal Primo Ministro, dal Presidente dell'Assemblea Nazionale, del Senato o da 60 deputati o 60 senatori. La riforma costituzionale del 1º luglio 2008 ha esteso la possibilità di ricorso successivo al Consiglio costituzionale, introducendo un sistema simile all'accesso incidentale in Italia. Il nuovo sistema, la cosiddetta "questione prioritaria di costituzionalità", è entrato in vigore dal primo marzo 2010, come stabilito dall'articolo 5 della "LOI organique n° 2009-1523 du 10 décembre 2009 relative à l'application de l'article 61-1 de la Constitution".
Ha inoltre la funzione di controllare la regolarità delle elezioni di deputati e senatori, del Presidente della Repubblica e delle operazioni di referendum.

## Composizione

### Presidenti del Consiglio costituzionale
A partire dal 2024, le seguenti persone hanno ricoperto la carica di Presidente del Consiglio costituzionale:
| Presidente | Presidente | Presidente                  | Mandato       | Mandato       | Durata in carica    | Nominato da         |
| ---------- | ---------- | --------------------------- | ------------- | ------------- | ------------------- | ------------------- |
| 1          |            | Léon Noël (1888–1987)       | 5 marzo 1959  | 5 marzo 1965  | 6 anni e 0 giorni   | Charles de Gaulle   |
| 2          |            | Gaston Palewski (1901–1984) | 5 marzo 1965  | 5 marzo 1974  | 9 anni e 0 giorni   | Charles de Gaulle   |
| 3          |            | Roger Frey (1913–1997)      | 5 marzo 1974  | 4 marzo 1983  | 8 anni e 364 giorni | Georges Pompidou    |
| 4          |            | Daniel Mayer (1909–1996)    | 4 marzo 1983  | 4 marzo 1986  | 3 anni e 0 giorni   | François Mitterrand |
| 5          |            | Robert Badinter (1928–2024) | 4 marzo 1986  | 4 marzo 1995  | 9 anni e 0 giorni   | François Mitterrand |
| 6          |            | Roland Dumas (1922–2024)    | 8 marzo 1995  | 1º marzo 2000 | 4 anni e 359 giorni | François Mitterrand |
| 7          |            | Yves Guéna (1922–2016)      | 1º marzo 2000 | 9 marzo 2004  | 4 anni e 8 giorni   | Jacques Chirac      |
| 8          |            | Pierre Mazeaud (1929)       | 9 marzo 2004  | 3 marzo 2007  | 2 anni e 359 giorni | Jacques Chirac      |
| 9          |            | Jean-Louis Debré (1944)     | 5 marzo 2007  | 4 marzo 2016  | 8 anni e 365 giorni | Jacques Chirac      |
| 10         |            | Laurent Fabius (1946)       | 8 marzo 2016  | in carica     | 9 anni e 120 giorni | François Hollande   |

### Membri attuali
Nove membri vengono nominati: tre dal Presidente della Repubblica (che ne sceglie anche il presidente, il cui voto prevale in caso di parità), tre dal Presidente dell'Assemblea Nazionale e tre dal Presidente del Senato. Non è richiesto il requisito della provenienza dalla magistratura, dal foro o dalle università. Il loro mandato dura nove anni e non è rinnovabile. 
Tuttavia, in caso di nomina in sostituzione di un membro che non ha potuto portare a termine il suo mandato, il mandato del membro nominato in sostituzione può essere prolungato per la durata di un mandato completo di nove anni se, alla scadenza del mandato del membro sostituito, il suo sostituto non è rimasto in funzione per più di un triennio. Ogni tre anni il Consiglio si rinnova per un terzo. In caso di morte o dimissioni di un componente, il membro che viene nominato resta in carica fino alla scadenza del mandato del predecessore. Ne fanno inoltre parte come membri di diritto gli ex presidenti della Repubblica. Non è possibile essere contemporaneamente membro del Consiglio costituzionale e parlamentare o ministro.
La composizione dell'organo è quindi totalmente politica, cosa che rende il conseil peculiare rispetto agli omologhi di altri sistemi di giustizia costituzionale (ad esempio quello italiano). La natura politica dell'organo costituisce un'eredità della diffidenza nei confronti dei giudici e della convinzione che questi non possano controllare il Legislatore che prende origine già dalla rivoluzione francese del 1789.
| Membro | Membro                      | Età     | Nominato da                                            | Inizio mandato | Fine mandato  | In carica da        | Note |
| ------ | --------------------------- | ------- | ------------------------------------------------------ | -------------- | ------------- | ------------------- | ---- |
|        | Laurent Fabius (presidente) | 78 anni | François Hollande (Presidente della Repubblica)        | 8 marzo 2016   | 7 marzo 2025  | 9 anni e 120 giorni |      |
|        | Jacques Mézard              | 77 anni | Emmanuel Macron (Presidente della Repubblica)          | 11 marzo 2019  | 10 marzo 2028 | 6 anni e 117 giorni |      |
|        | Jacqueline Gourault         | 74 anni | Emmanuel Macron (Presidente della Repubblica)          | 14 marzo 2022  | 13 marzo 2031 | 3 anni e 114 giorni |      |
|        | Corinne Luquiens            | 72 anni | Claude Bartolone (Presidente dell'Assemblea Nazionale) | 8 marzo 2016   | 7 marzo 2025  | 9 anni e 120 giorni |      |
|        | Alain Juppé                 | 79 anni | Richard Ferrand (Presidente dell'Assemblea Nazionale)  | 11 marzo 2019  | 10 marzo 2028 | 6 anni e 117 giorni |      |
|        | Véronique Malbec            | 66 anni | Richard Ferrand (Presidente dell'Assemblea Nazionale)  | 14 marzo 2022  | 13 marzo 2031 | 3 anni e 114 giorni |      |
|        | Michel Pinault              | 78 anni | Gérard Larcher (Presidente del Senato)                 | 8 marzo 2016   | 7 marzo 2025  | 8 anni e 337 giorni |      |
|        | François Pillet             | 75 anni | Gérard Larcher (Presidente del Senato)                 | 11 marzo 2019  | 10 marzo 2028 | 6 anni e 117 giorni |      |
|        | François Seners             | 67 anni | Gérard Larcher (Presidente del Senato)                 | 14 marzo 2022  | 13 marzo 2031 | 3 anni e 114 giorni |      |

### Ex membri
| Nome              | A partire da | Non siede nel Consiglio da |
| ----------------- | ------------ | -------------------------- |
| Nicolas Sarkozy   | 2012         | Gennaio 2013               |
| François Hollande | 2017         | Mai                        |

## Il controllo di costituzionalità
Anche il carattere preventivo del controllo costituiva una particolarità, e rendeva quest'organo non particolarmente efficiente come strumento di controllo di legittimità costituzionale, in quanto impediva un sindacato successivo all'approvazione delle leggi, quando la norma si cala nella società e dispiega i suoi effetti concreti e la sua reale portata, fino all'entrata in vigore della riforma del 1º luglio 2008, che oltre a estendere a tout justiciable la possibilità di adire il Consiglio costituzionale ha esteso alle leggi già in vigore il controllo.
La questione prioritaria di costituzionalità, introdotta nel 2008, configura una fattispecie di controllo successivo di costituzionalità molto vicino al giudizio di costituzionalità in via incidentale dinanzi alla Corte costituzionale italiana; mentre in Italia però ogni giudice può rimettere la questione alla Consulta, in Francia ciò può avvenire solo a seguito del "filtro" operato dalla Cour de cassation o dal Conseil d'Etat.
I controlli di legittimità sono di due tipi: il controllo obbligatorio ed il controllo facoltativo: il primo riguarda le leggi organiche ed i regolamenti parlamentari, mentre il secondo ha ad oggetto solo le leggi ordinarie.
La differenza tra le due tipologie di controlli non affonda le proprie radici solo all'interno del differente oggetto, bensì anche all'interno dei soggetti legittimati ad adire la Corte.
Mentre il primo è attivabile dal Primo ministro, il secondo è attivabile dal Presidente della Repubblica, dal Presidente dell'Assemblea nazionale e da 60 senatori o deputati.
Nel 2014, il deputato socialista Thomas Thévenoud presentò un emendamento, respinto dal governo, per disciplinare il conflitto di interessi dei giudici, con l'introduzione del divieto assoluto di impegnarsi in qualsiasi altra attività remunerata nel corso del loro mandato pubblico.